# Bedřich Vygoda
Bedřich Vygoda (29. květen 1894 Praha - ?) byl český atlet-běžec.
Reprezentoval také Čechy na LOH 1912 v běhu na 100m, ale nepostoupil ze semifinále, kde byl šestý.